# Asplenium decrescens
Asplenium decrescens är en svartbräkenväxtart som beskrevs av Kze. Asplenium decrescens ingår i släktet Asplenium och familjen Aspleniaceae. Inga underarter finns listade.